# Карл Мака
Карл Ма́ка (англ. Karl Maka, иер. 麥嘉, кант.-рус. Мак Ка, также известный как Faber; род. 29 февраля 1944) — гонконгский кинорежиссёр, актёр, продюсер, сценарист, ведущий.

## Биография и карьера
В 1958 году в возрасте 14 лет Мака переехал в Гонконг. В 1969 году Мака получил степень бакалавра электроники в Политехническом институте Бруклина.
Карл Мака вырос в провинции Гуандун и переехал в Гонконг в 1958 году. Он изучал электротехнику в США и работал в ньюйоркской телефонной компании в 1969 году. Пройдя кинокурсы в Нью-Йоркском университете в 1971-1973 годах, вернулся в Гонконг, где создал кинокомпании Pioneer Film Company (Xianfeng) в 1975 и Garbo Films (Jiabao) в 1978 годах. Он положил начало популярному смешанному жанру комедийного кунг-фу, а также написал сценарий, срежиссировал и сыграл роль в фильме «Тигр и лягушка» (1978). В 1980 году Мака объединился с Динон Сэком и Рэймондом Воном, чтобы основать кинокомпанию Cinema City (Xin Yicheng), которая впоследствии оказалась успешным начинанием, когда первые три серии франшизы Безумная миссия побили рекорды по кассовым сборам в Гонконге и принесли Мака награду в категории «Лучшая мужская роль» на Гонконгской кинопремии в 1982 году.

## Личная жизнь
В 1963 году Мака и его семья эмигрировали в Соединенные Штаты и жили в Нью-Йорке.

## Избранная фильмография
| Год  |   | Русское название                            | Оригинальное название                   | Роль                |
| ---- | - | ------------------------------------------- | --------------------------------------- | ------------------- |
| 1990 | ф | Старый телохранитель                        | Wo de te gong ye ye                     | старик              |
| 2000 | ф | Победитель получает все                     | Da ying jia                             | инспектор           |
| 1991 | ф | Вечеринка многочисленной семьи              | Ho moon yeh yin                         | Мак                 |
| 1991 | ф | Великолепные негодяи                        | Ching sing                              | Мастер              |
| 1990 | ф | Лысый тигр, толстый дракон                  | Sau foo fei lung                        | Скинни              |
| 1989 | ф | Безумная миссия 5                           | San jui gaai paak dong                  | Альберт             |
| 1988 | ф | Восьмое счастье                             | Bat sing bou hei                        | член аудитории      |
| 1987 | ф | Тридцать миллионов долларов                 | Wang choi sam sap man                   | Балди               |
| 1986 | ф | Безумная миссия счастливых звёзд            | Jui gaai fuk sing                       | Альберт             |
| 1986 | ф | Безумная миссия 4: Дважды не умирают        | Zui jia pai dang 4: Qian li jiu chai po | Альберт             |
| 1985 | ф | С Новым годом                               | Gong xi fa cai                          | похититель золота   |
| 1984 | ф | Безумная миссия 3: Наш человек с Бонд-стрит | Zui jia pai dang 3: Nu huang mi ling    |                     |
| 1984 | ф | Счастливого Рождества!                      | Sing dan fai lok                        |                     |
| 1983 | ф | Безумная миссия 2                           | Zuijia paidang daxian shentong          |                     |
| 1983 | ф | Шпионы по ошибке                            | Ngoh oi Yei Loi Heung                   | Патриот             |
| 1982 | ф | Мы не ангелы                                | Jui gaai paak dong                      |                     |
| 1982 | ф | Нужны двое                                  | Nan hing nan dai                        |                     |
| 1981 | ф | Веселые времена                             | Hua ji shi dai                          | Мастер Тинг         |
| 1981 | ф | Ложные улики                                | Gui ma zhi duo xing                     | Капоне              |
| 1981 | ф | Гоняясь за девушками                        | Zhui nu zhai                            |                     |
| 1981 | ф | Остерегайтесь карманников                   | Huan le shen xian wo                    | Большой Нос         |
| 1981 | ф | Разворот запрещён                           | Bu zhun diao tou                        |                     |
| 1980 | ф | Жертва                                      | Shen bu you ji                          | аббат               |
| 1980 | ф | Правдами и неправдами                       | Xian yu fan sheng                       | шериф Крыло Мясника |
| 1980 | ф | Безумные мошенники                          | Feng kuang da lao qian                  | Конг Кунг Чат       |
| 1979 | ф | Вечная вражда                               | Bok meng daan diy duet meng cheung      | Соперник            |
| 1979 | ф | Драка                                       | Chap ga siu ji                          | капитан полиции     |
| 1979 | ф | Его зовут Никто                             | Wu ming xiao zu                         | Лысый               |
| 1979 | ф | Король Шаолиня                              | Tie quan                                |                     |
| 1978 | ф | Привет, поздние гости                       | Ha luo, ye gui ren                      | Балди               |
| 1978 | ф | Грязный тигр, сумасшедшая лягушка           | Lao hu tian ji                          |                     |
| 1978 | ф | Грязное кунг-фу                             | Gui ma gong fu                          | Чиа Ме              |
| 1977 | ф | Победитель получает все                     | Mian meng xin jing                      |                     |
| 1977 | ф | Он знает только кун-фу                      | Gong fu xiao zi                         | Шериф               |